# Tropodiaptomus signatus
Tropodiaptomus signatus is een eenoogkreeftjessoort uit de familie van de Diaptomidae. De wetenschappelijke naam van de soort is voor het eerst geldig gepubliceerd in 1982 door Kiefer.